# Medidas de dependência
Uma medida de dependência é um parâmetro associado a um par de  variáveis aleatórias que codifica em seu valor a intensidade da dependência estatística entre as variáveis. Similarmente uma medida de concordância é um parâmetro que, além de dar informação a respeito da dependência estatística, também é capaz de informar a respeito da correlação entre a direção de movimento dessas variáveis.

## Critérios de Renyi
De maneira informal e grosseira, uma medida de dependência diz quanta informação se obtém a respeito de uma variável quando o valor de outra variável é conhecido. Exemplos de candidatos à medida de dependência são a covariância e a correlação (a rigor a correlação seria candidata a medida de concordância e seu módulo a medida de dependência). Ambas carregam alguma informação a respeito de quanto o conhecimento de uma variável informa sobre sobre o valor da outra. Entretanto há algumas ressalvas a esse respeito:
- é possível obter variáveis que não são estatísticamente independentes e no entanto possuem correlação nula.
- a correlação é invariante por mudanças lineares de parâmetros, mas não é invariante por mudanças monotônicas de variáveis gerais, ou seja, em geral {\displaystyle \rho (X,Y)\neq \rho (f(X),g(Y))}. Isso significa que uma mera mudança de escala pode mudar sua conclusão a respeito da intensidade da dependência, o que é algo indesejável.
- além disso em geral não é possível demonstrar que uma correlação máxima ({\displaystyle |\rho (X,Y)|=1}) implica uma dependência monotônica entre as variáveis {\displaystyle X} e {\displaystyle Y}.

Renyi estipulou um conjunto de exigências ou requisitos do que é razoável supor sobre boas medidas de dependência. Segundo essa lista de exigências, uma medidas de dependência {\displaystyle \delta (X,Y)} é um funcional da distribuição conjunta de qualquer par de variáveis X e Y com as seguintes propriedades:
1. O funcional é simétrico na permutação de X e Y: {\displaystyle \delta \left(X,Y\right)=\delta (Y,X)};
2. {\displaystyle 0\leq \delta \left(X,Y\right)\leq 1}, com {\displaystyle \delta \left(X,Y\right)=0} se e somente se X e Y são estatisticamente independentes e {\displaystyle \delta \left(X,Y\right)=1} se e somente se Y é, quase certamente, uma função estritamente  monotônica de X;
3. se f(.) e g(.) são duas funções estritamente  monotônicas de seus argumentos, então {\displaystyle \delta \left(X,Y\right)=\delta (f(X),g(Y))};
4. no caso em que a distribuição conjunta de X e Y é uma distribuição normal, {\displaystyle \delta (X,Y)} deve ser uma função monotônica do módulo da correlação;
5. se a sequencia {\displaystyle (X_{n},Y_{n})} converge para {\displaystyle (X,Y)} então {\displaystyle \delta (X_{n},Y_{n})} converge para {\displaystyle \delta (X,Y)}.

Pode-se adaptar esses requisitos para medidas de concordância ajustando-se apenas os (2 - 4) da seguinte forma:
2. {\displaystyle -1\leq \delta \left(X,Y\right)\leq 1}, com {\displaystyle \delta \left(X,Y\right)=0} se e somente se X e Y são estatisticamente independentes, {\displaystyle \delta \left(X,Y\right)=1} se e somente se Y é quase certamente uma função  monotônica crescente de X e {\displaystyle \delta \left(X,Y\right)=-1} se e somente se Y é, quase certamente, uma função  monotônica decrescente de X.
3. Se f(.) e g(.) são funções  monotônicas sendo ambas crescentes ou ambas decrescentes, então {\displaystyle \delta \left(X,Y\right)=\delta (f(X),g(Y))}. Caso uma das funções seja decrescente e a outra crescente, então {\displaystyle \delta \left(X,Y\right)=-\delta (f(X),g(Y))}.
4. no caso em que a distribuição conjunta de X e Y é uma distribuição normal, {\displaystyle \delta (X,Y)} deve ser uma função monotônica crescente da correlação;

## Relação com teoria de Cópulas
Diversas medidas de concordância e dependência podem ser facilmente relacionadas às respectivas  cópulas. De fato, pode-se argumentar que toda boa medida de concordância ou dependência deve ser unicamente um funcional da cópula e ser independente das distribuições marginais.

## Exemplos de medidas de dependência

### Tau de Kendall
O tau de Kendall é definido como:
{\displaystyle \tau ={\frac {n_{c}-n_{d}}{{\frac {1}{2}}{n(n-1)}}}}
onde {\displaystyle n_{c}} é o número de pares concordantes, e {\displaystyle n_{d}} é o número de pares discordantes do conjunto de dados. Alternativamente, {\displaystyle \tau } é a probabilidade de que dois pontos sorteados da distribuição conjunta sejam concordantes, ou seja:
{\displaystyle \tau =\operatorname {Prob} \left[(X-X')(Y-Y')>0\right]}
O Tau de Kendall pode ser escrito como um funcional da cópula:
{\displaystyle \tau =4\int C(u,v)dC(u,v)}

### Rho de Spearman
O coeficiente de correlação rho de Spearman é definido como a correlação entre os postos de X e Y. Pode ser escrito como função da cópula da seguinte forma:
{\displaystyle \rho =12\int uvdC(u,v)-3}

### Informação Mútua
A informação mútua é definida da seguinte forma:
{\displaystyle I=\int dxdyP(x,y)\log {\frac {P(x,y)}{P(x)P(y)}}=S(X)+S(Y)-S(X,Y)=S(X)-S(X|Y)},
onde S(.) é a entropia de Shannon. A informação mútua possui muitas interpretações do ponto de vista de teoria da informação, e pode ser compreendida como a diminuição na incerteza de uma das variáveis proporcionada pelo conhecimento da outra. A informação mútua pode ser estimada a partir de amostras de X e Y através do algoritmo de k-vizinhos de Kraskov-Stogbauer-
Grassberger.

### Dependência nas caudas
Duas variáveis chamadas dependência na cauda superior e dependência na cauda inferior (upper and lower tail dependence) são usadas para caracterizar o aumento de dependência entre duas variáveis quando ocorrem eventos extremos. A dependência na cauda superior é definida como:
{\displaystyle \lambda _{\mathrm {sup} }=\lim _{u\rightarrow 1}\operatorname {Prob} \left[X>F_{X}^{-1}(u)|Y>F_{Y}^{-1}(u)\right]},
ou seja, a probabilidade de que se observe um valor de X maior no u-ésimo quantil dado que Y foi observado no u-ésimo quantil, no limite em que u se aproxima de 1. A dependência na cauda inferior é definida de forma similar.
Em função da cópula, as dependências na cauda são escritas como:
{\displaystyle \lambda _{\mathrm {sup} }=\lim _{u\rightarrow 1}{\frac {1-2u+C(u,u)}{1-u}}}
{\displaystyle \lambda _{\mathrm {inf} }=\lim _{u\rightarrow 0}{\frac {C(u,u)}{u}}}